# Hope Pym
Hope Pym es un personaje que aparece en los cómics estadounidenses publicados por Marvel Comics. La hija de Henry Pym y Janet Van Dyne en el universo MC2, fue presentada como una supervillana llamada La Reina Roja.
Evangeline Lilly retrata una versión de la personaje llamada Hope van Dyne, en la película del Universo Cinematográfico de Marvel Ant-Man (2015) y aparece como la superheroína llamada Avispa en las películas Ant-Man and the Wasp (2018), Infinity War, Avengers: Endgame (2019) y Ant-Man and the Wasp: Quantumania (2023).

## Historial de publicaciones
El personaje fue creado por Tom DeFalco y Ron Frenz y apareció por primera vez en A-Next # 7 (abril de 1999).

## Biografía ficticia
Después de la muerte de sus padres, Hope Pym y su hermano gemelo Big Man (Henry Pym Jr.) se convirtieron en indignación cuando la gente comenzó refiriéndose a A-Next como la "próxima generación" de Los Vengadores. Usando la fortuna de sus padres, los gemelos formaron juntos como el equipo de supervillanos Revengadores y tuvieron acceso a la Mansión de los Vengadores a través de los códigos de seguridad de sus padres. Cuando emboscaron A-Next, Hope se dedica a torturar a Cassie Lang, sintiendo que ella es la heredera legítima de los Vengadores. Hope finalmente fue detenida por Henry, que le impidió iniciar la secuencia de autodestrucción de la mansión, que habría matado a los dos, A-Next y los Revengadores.
Más tarde se vio a la Reina Roja usando a Silikong, un criminal que había mutado con un humano cristalizado, y sus clones para vengarse del A-Next, pero sus planes fueron frustrados por ellos y Sueño Americano.
Algún tiempo después del evento Spider-Verse, la Reina Roja se asoció con Entralla para tomar el control de A-Next usando hipnosis y planeó hacer que Cassandra Lang / Stinger ejecutara a su propio padre, Scott Lang/Ant-Man. Sus planes fueron frustrados por Spider-Girl (ahora conocida como Spider-Woman), los Nuevos Guerreros y el Tío Ben/Spider-Man de Tierra-3145.

## Poderes y habilidades
Como Reina Roja, que utiliza implantados bio-alas para volar. Además, ella tiene pistolas bio-eléctricos instalados en los guantes en el dorso de las manos y garras extensibles incorporados en sus guantes. Sin embargo, al parecer no tiene la capacidad de alterar su tamaño.

## En otros medios

### Televisión
- La versión de Hope van Dyne como la Avispa aparecerá en Avengers: Secret Wars, expresada por Kari Wahlgren.[6][7] Se une a los Nuevos Vengadores formados por Pantera Negra, Capitána Marvel, Ant-Man, Visión y Ms. Marvel.
- La versión de Hope van Dyne de la Avispa aparece en Disney XD, Ant-Man, corto animado, expresada por Melissa Rauch.[8]

### Películas
- Evangeline Lilly interpreta al personaje, rebautizada como Hope Van Dyne / Avispa, en el Universo cinematográfico de Marvel.[9][10]
  - En el 2015, la película Ant-Man, ella es la hija de Hank Pym y Janet van Dyne, quienes trabajaron para S.H.I.E.L.D. como Ant-Man y Avispa. Mientras la pareja estaba en una misión, Janet se redujo a un nivel subatómico para poder atravesar el titanio en un misil y desactivarlo; desafortunadamente, esto provocó que siguiera reduciéndose a un "reino cuántico". Hope tenía siete años en ese momento. Cuando su padre regresó de la misión, todo lo que le dijo fue que su madre había muerto. Se volvió muy retraído y la envió a un internado, y su relación se separó. Finalmente ganó un puesto en la junta directiva de la compañía de su padre, Pym Technologies, donde emitió el voto decisivo para destituirlo. Algún tiempo después, el director de la compañía, Darren Cross, revela que está haciendo un progreso significativo en la recreación de la tecnología de Partículas Pym. Preocupada por las formas en que podría aplicarse la tecnología, Hope se alía de mala gana con su padre para detenerlo. Hank decide traer a Scott Lang para convertirse en un nuevo Ant-Man. Aunque al principio ella está resentida con Scott, llamando a la policía sobre él en un momento dado, gradualmente se entusiasma con él, al saber que tiene una hija, Cassie Lang. Ella y su padre también hacen las paces, y en la escena poscréditos, él le muestra un prototipo avanzado en el que él y Janet habían estado trabajando y sugiere que lo terminen juntos.[11][12][13]
  - En la secuela de 2018, Ant-Man and the Wasp, donde el personaje ha adoptado la identidad de la Avispa.[14][15][16] Se revela que ella y su padre han estado huyendo durante los últimos dos años como resultado de que Scott usó su tecnología cuando violó los Acuerdos de Sokovia. Los dos han estado intentando crear un puente al reino cuántico para salvar a la madre de Hope, Janet, y secuestrar a Scott cuando se dan cuenta de que él y Janet están en un estado de entrelazamiento cuántico. Su plan para recuperarla es complicado cuando el criminal Sonny Burch y la supervillana Ava Starr cada uno desarrolla un interés en la tecnología de túnel cuántico. Hank finalmente recupera a Janet, y Hope y Scott parecen reanudar una relación romántica. En la escena poscréditos, ella, Hank y Janet se desintegran (como resultado de que Thanos elimina la mitad de la vida en el universo en Avengers: Infinity War), y Scott queda varado en el reino cuántico.
  - Lilly interpreta su papel en la secuela del 2019, Avengers: Endgame.[17] Ella resucita cuando Bruce Banner usa las Gemas del Infinito, y se encuentra entre los héroes que luchan contra Thanos. Ella se reencuentra con Scott Lang durante la batalla y tratan de encender el túnel cuántico de la Van de Luis. Cuando Capitana Marvel llega a la batalla, Hope se une a Bruja Escarlata, Okoye, Pepper Potts, Shuri, Mantis, Valquiria, Gamora del 2014 y la Nebula del presente para luchar contra el ejército de Thanos. Ella, Shuri y Pepper le disparan a Thanos y logran derribarlo, mientras Capitana Marvel transporta el Guantelete. Más tarde asiste al funeral de Tony Stark junto a Lang y sus padres Janet y Hank. Más tarde se la ve junto a Lang y su hija Cassie, ahora adolescente, viendo un espectáculo de fuegos artificiales celebrando la resurrección de los asesinados durante el chasquido.
  - Hope aparece nuevamente en la película de Ant-Man and the Wasp: Quantumania (2023). Después de los sucesos de Endgame, ella inicia la Fundación Pym van Dyne, que utiliza las partículas Pym de formas nuevas e innovadoras para promover los esfuerzos humanitarios. Ella continúa su relación con Lang, además de promover su papel como madrastra de Cassie (siendo una joven adulta). Luego, sin querer Hope entra con sus padres, Lang y Cassie, al Reino Cuántico al descubrir un mundo donde su madre Janet, quien estuvo allí, no le contó toda la verdad sobre un ser multiversal llamado Kang el Conquistador, al cual deben impedir a que se escape del Reino en apoderarse del multiverso.

### Videojuegos
- Hope Van Dyne aparece como un DLC de personaje jugable en Marvel Lego Avengers, una versión de la Avispa.[18]
- La versión UCM del personaje es un personaje jugable en Marvel: Contest of Champions, Marvel Strike Force, Marvel Puzzle Quest y Marvel Avengers Academy.[19]